# Констанций II
Флавий Юлий Констанций (лат. Flavius Iulius Constantius) е римски император в периода 337 – 361 година.
Той е вторият син на Константин I Велики и Фауста. Баща му го издига за цезар на 13 ноември 324 г. в Никомедия. Констанций администрира Галия и през 332 г. е изпратен заедно с по-големия си брат Константин II за да воюва срещу готите по Дунавската граница. Вероятно е женен за първи път през 336 г. за дъщеря на чичо си Юлий Констанций.
Верен продължител на политиката установена от баща му, отдаден твърдо на задачата да запази целостта на империята и собствената си власт, въпреки всички заплахи, Констанций II води трудни войни с променлив успех през цялото си управление. Своите най-значими победи той постига не срещу външните врагове, а срещу узурпаторите и вътрешните противници, което го превръща в една доста безславна личност за неговите съвременници.
Античните историци (най-вече Амиан Марцелин) представят образа на Констанций II в смесена светлина, като посредствен и умствено ограничен параноик, подведен от приближените си, макар нелишен от самообладание и морал, без склонност към жестокости, но принуден от страх да нарежда безпощадни екзекуции. По-късните историци обикновено считат Констанций II за типичен късноримски автократ, губещ се в сянката на Константин Велики, с качества и характер далеч по-незабележителни от тези на Юлиан Апостат.

## Начало на управлението
Когато Константин I Велики умира през май 337 г., Констанций се намира в Константинопол, където е въвлечен в дворцовия заговор, целящ осигуряването на имперската власт само за синовете на Константин I и отстраняването на другите наследници. Завещанието на Константин I вероятно бива преправено. Братовчедите Далмаций и Ханибалиан са обвинени в отравяне на покойния владетел и са екзекутирани. В последвалите събития биват погубени и повечето членове на техните семейства (пролетта-лятото на 337 г.) и роднините от страничния клон на династията. Убит е също и Юлий Констанций. Пощадени са само малолетните му синове Гал и Юлиан, братовчеди на нововъзцарилия се Констанций II.
Стабилната подкрепа на армията и действията на придворната клика осигуряват бързото възкачване на Констанций II и неговите братя – Константин II и Констант. Тримата се събират в Панония (септември 337 г.) за да поделят империята помежду си. Констанций II получава източните провинции: Мала Азия, Сирия, Египет, Гърция и Тракия. Скоро след подялбата се налага той да замине на източната граница, където започва отбранителна война със сасанидските перси.
Тримата братя управляват съвместно империята до март 340 г., когато Константин II загива в засада, по време на военни действия срещу Констант в Северна Италия. Като резултат Констант увеличава владенията си с неговите, а Констанций II започва спорове с по-малкия си брат, изисквайки да придобие Илирик като компенсация.

## Вътрешна политика
През управлението на Констанций II ясно се усилват характерните за ІV век деградивни вътрешни процеси в римската държава. Разходите свързани с постоянното военно напрежение в продължение на десетилетия изтощават държавната хазна, която се намира на ръба на фалита. За да издържа армията и бюрокрацията, правителството утежнява данъците, което, заедно с последствията от войните, довежда до постепенно намаляване и обедняване на населението, т.е. демографско-икономически упадък.
В общи линии мерките да се спре разоряването на широките маси от населението, както и да се намали корупцията в раздутия административен апарат, се оказват недостатъчни. В условията на повишена девалвация на парите са предприети няколко не особено резултатни опита за финансова реформа. Поради нужда от сигурна работна сила и данъкоплатци, продължава окончателното закрепостяване на селяните-земеделци, т.нар. колонатна система, заедно с принудителното унаследяване на повечето занаяти и професии.
Често явление са процесите срещу знатни и заможни граждани за заговор срещу императора, водещи до смъртна присъда и конфискация на имуществото на обвинените. Главно влияние над мнителния император има евнухът Евсевий. Голямата роля на сановниците-евнуси в двора на Констанций II и техните интриги, са документирани от Амиан Марцелин като една от трагичните страни на управлението му.

### Религиозна политика
Християнството, нововъзприетата държавна религия, играе определяща роля и се подкрепя активно от Констанций II. Той е склонен да се въвлича в религиозните спорове и борби, в опита си да ги разреши, което само довежда до тяхното допълнително разпалване. Привърженик на арианството (считано за ерес), което господства на изток, императорът счита себе си за непогрешим познавач на богословието и влиза в противоречие с братята си – подкрепящи Никейския символ на вярата (ортодоксално православие). Про-арианската политика на Констанций II стига до гонения и присъди срещу ортодоксалната партия – патриарсите Павел от Константинопол и Атанасий от Александрия са заточени още в началото на неговото управление. Западният император Констанс дори заплашва брат си с война ако не прекрати репресиите.
Сблъсъкът на двете религиозни течения е и израз на културното противопоставяне между двете, все по-различаващи се една от друга, половини на империята: Западната – латинска и Източната – елинистическа. Опит за разрешаване на споровете е църковния събор в Сердика (343 г.), близо до границата на двете части на империята. Освен освобождаването на двамата патриарси и официалното разделяне на сферите на религиозно влияние, събитието не постига други резултати. Констанций лично председателства Сердикийския събор, а след това и още един в 346 г., с което държавната поща, задължена да превозва безплатно църковната кореспонденция и духовниците, е почти докарана до банкрут.
Констанций II издава два едикта забраняващи други религии освен християнската (през 341 и 355 г.) но няма данни те да са стриктно спазвани. По негово време много от езическите храмове западат или са превърнати в църкви. Вероятно към 50-те години на IV век около 2\3 от римляните, най-вече градското население, изповядват новата държавна религия.

## Външна политика и междуособици
През 337 – 350 г. се води войната със Сасанидска Персия, костваща много жертви и от двете страни. Констанций отсяда в Антиохия и често лично предвожда войските срещу врага в Месопотамия. Персийската заплаха от инванзия е осуетена в битката при Сингара (348 г.), но опитът на римляните да преминат в настъпление не успява.

### Гражданска война (350 – 353 г.)
В началото на 350 г. в Антиохия достигат тревожни новини – на запад военачалникът Магненций е свалил Констанс и се е провъзгласил за император. Констанций II отказва да признае узурпатора, незабавно сключва мир с персите и се подготвя поход на запад, където да бъде предизвикан противника. В Антиохия е назначен за съимператор с титла „цезар“ Констанций Гал, братовчед на императора и единствения оцелял от клането през 337 г. роднина, освен неговия полубрат Юлиан.
Войските в Илирия през това време не могат да решат към коя страна да се присъединят, затова избират техен собствен император своя генерал Ветранион, несъмнено благодарение на подкупите и агитацията на Констанция, сестрата на Констанций, която се намира там и предлага да се омъжи за пълководеца, само и само илирийските легиони да не минат към лагера на Магненций. В град Рим се появява още един претендент – авантюристът Непоциан, далечен потомък на Константин Велики, който с тълпа гладиатори взема властта за няколко седмици, преди да бъди разбит от войскови части на Магненций.
В края на 350 г. легионите на Ветранион и Констанций II се срещат в полето край Сердика, където, според предварително уговорената постановка, на специално подготвена церемония Ветранион е детрониран, под акламациите на двете войски. Сериозен е сблъсъка с другия претендент. През 351 г., при Мурса (в дн. Хърватия), между армиите на Констанций II и Магненций се състои едно от най-кръвопролитните сражения в римската история – от двете страни загиват общо 55 хиляди души: римски легионери и варварски наемници. Решителната битка до голяма степен лишава империята от бойна сила. След ново поражение в подножието на Алпите, Магненций се самоубива (353 г.).

### Войни на запад
Констанций II остава няколко години на Запад за да уреди управлението, като от 351 до 359 г. установява резиденцията си в Медиолан (дн. Милано). Междувременно цезарят Констанций Гал е обвинен в опит за заговор и в лошо управление, извикан е от императора в Милано, но по пътя е арестуван и убит (354 г.).
В 355 г. избухва нов неуспешен метеж в Галия, на военачалника Силван. Междувременно, заплахата от ново нашествие на алеманите в Галия, принуждава Констанций II да извика своя последен жив сродник – братовчед си Юлиан и да го обяви за цезар. Изпратен в Галия, вероятно с надеждата по-скоро да загине във войната, отколкото да се справи, той постига неочаквани успехи срещу варварите. Младият цезар набира популярност сред войската и населението и това започва да плаши императора.
Следващите години от управлението на Констанций минават близо до границата по Дунав и Рейн в почти непрекъснати войни срещу алеманите (353 – 6 г.), квадите, свевите и сарматите (357 – 9 г.). От Амиан Марцелин е известно описанието на неговото единствено триумфално влизане в град Рим (357 г.), където Констанций остава впечатлен от величието на града.
През 359 – 361 г. започва поредната война със сасанидските перси и Констанций II отново заминава на източната граница. В тази връзка той заповядва на Юлиан да му прати най-добрите си военни части в Антиохия. Това той прави и с цел да го отслаби при евентуален конфликт с него. Ефектът е неочакван – несъгласна с преместването, галската армия се вдига на бунт и обявява Юлиан за август в началото на 360 година. Заплахата продължава да виси през 361 г., когато Констанций II побързва да завърши персийската война за да се насочи против новият претендент на запад. Сблъсък между двамата братовчеди не се осъществява – Констанций II умира от треска в Мопсукрена, Киликия, през ноември 361 г., оставяйки Юлиан наследник на властта.